# Tommy airline*
Albums de Tommy february6
Tommy february6
(2002) February & Heavenly
(2012)
Compilations par Tommy february6
Strawberry Cream Soda Pop "Daydream"
(2010)
Singles
Tommy airline* est le 2e album studio de Tommy february6 sorti le 17 mars 2004 sous le label DefSTAR Records. Il arrive 2e à l'Oricon et reste classé 14 semaines.

## Liste des titres
Tous les arrangements et la musique sont de Malibu Convertible et Tommy february6.
Toutes les paroles sont écrites par Tommy february6.
| 1.  | AttenTion pLEasE                       | 0:26 |
| 2.  | je t'aime ★ je t'aime                  | 4:52 |
| 3.  | Sepia memory                           | 4:52 |
| 4.  | Futari no Seaside (ふたりのシーサイド) | 5:00 |
| 5.  | Candy Eyes Dolls ∵                     | 3:38 |
| 6.  | Choose me or Die                       | 3:26 |
| 7.  | Dancin' Baby                           | 4:19 |
| 8.  | Sweet Dream                            | 4:12 |
| 9.  | The Rose Fragrance                     | 3:19 |
| 10. | MaGic in youR Eyes                     | 5:30 |
| 11. | I still love you boy                   | 5:18 |
| 12. | Love is forever                        | 5:04 |

| 1.  | je t'aime ★ je t'aime (PV)              |  |
| 2.  | Love is forever (PV)                    |  |
| 3.  | Magic in your Eyes (PV)                 |  |
| 4.  | je t'aime ★ je t'aime (Karaoke Video)   |  |
| 5.  | Love is forever (Karaoke Video)         |  |
| 6.  | Magic in your Eyes (Karaoke Video)      |  |
| 7.  | je t'aime ★ je t'aime (Furitsuke Video) |  |
| 8.  | Love is forever (Furitsuke Video)       |  |
| 9.  | Magic in your Eyes (Furitsuke Video)    |  |
| 10. | je t'aime ★ je t'aime (Making of)       |  |
| 11. | Love is forever (Making of)             |  |
| 12. | Magic in your Eyes (Making of)          |  |